# Black Rose (album của Tyrese)
Black Rose là album phòng thu thứ sáu của nghệ sĩ thu âm người Mỹ Tyrese. Được phân phối bởi Caroline Records, album phát hành vào ngày 10 tháng 7 năm 2015 thông qua hãng thu âm riêng của anh Voltron Recordz.
"Shame", đĩa đơn thứ hai phát hành từ album, đã giành ngôi quán quân Billboard Adult R&B Songs, trở thành một trong số những đĩa đơn đạt vị trí cao nhất trên bảng xếp hạng trong sự nghiệp của anh. Sau khi phát hành, album ra mắt ở vị trí số 1 trên bảng xếp hạng US Billboard 200 và Top R&B/Hip-Hop Albums, trở thành album đầu tiên của anh đạt đến vị trí này trên bảng xếp hạng

## Bối cảnh sản xuất
Năm 2006, Tyrese phát hành album phòng thu thứ tư Alter Ego, nhận được chỉ trích từ giới phê bình cũng như thất bại về mặt doanh thu. Anh tạm dừng hoạt động âm nhạc để quan tâm hơn tới gia đình và tới sự nghiệp diễn xuất của mình, với vai chính trong bộ phim Waist Deep, Legion và Transformers franchise.
Anh phát hành album phòng thu thứ năm, Open Invitation vào năm 2011 sau 5 năm vắng bóng,. Album ra mắt ở vị trí số 9 trên Billboard 200, trở thành album đạt vị trí cao nhất trên bảng xếp hạng tính đến thời điểm đó. Album nhận được đề cử ở hạng mục Album R&B xuất sắc nhất tại lễ trao giải Grammy lần thứ 55, tuy nhiên thất bại trước Black Radio của Robert Glasper Experiment.
Năm 2013, Tyrese, cùng với hai người bạn Tank và Ginuwine, phát hành album hợp tác đầu tiên của họ dưới nghệ danh siêu nhóm TGT, Three Kings. Tyrese sau đó cũng tạm nghỉ hoạt động ca hát thêm một thời gian nữa, và đóng vai chính trong các bộ phim Fast and Furious 6, Furious 7 và Black Nativity. Album hát đơn kế tiếp của anh được thông báo sẽ phát hành vào năm 2014 như một album kép. Album này chính là Black Rose, và phát hành vào mùa hè 2015.

## Tiếp nhận

### Phản hồi phê bình
| Đánh giá chuyên môn | Đánh giá chuyên môn |
| Nguồn đánh giá      | Nguồn đánh giá      |
| Nguồn               | Đánh giá            |
| ------------------- | ------------------- |
| Allmusic            | [ 4 ]               |

### Diễn biến thương mại
Tại thị trường Hoa Kỳ, các nhà phân tích ngành công nghiệp âm nhạc dự báo album có thể ra mắt ở vị trí quán quân US Billboard 200, với ít nhất 70.000 đơn vị quy đổi tính đến 16 tháng 7 năm 2015. Trong ấn bản ra ngày 1 tháng 8 của tạp chí Billboard, ấn bản mà Nielsen Music SoundScan điều chỉnh tuần theo dõi doanh số từ thứ Hai đến Chủ Nhật hằng tuần thành Chủ Nhật đến thứ Sáu hằng tuần do Ngày Phát hành Toàn Cầu, Black Rose giành ngôi quán quân trên Billboard 200, và trên Billboard' Top R&B/Hip-Hop Albums với doanh số tuần đầu đạt 77.000 bản tính đền ngày 16 tháng 7. Bán ra hơn 5.000 bản so với album trước đó, Black Rose là album đầu tiên của Gibson ra mắt ở vị trí số 1, và là album thứ ba lọt vào top 10, tiếp nối Open Invitation và 2000 Watts, lần lượt ra mắt và đạt đến vị trí số 9 trong năm 2011 và vị trí số 10 trong năm 2001.

## Danh sách và thứ tự bài hát
| Black Rose – Phiên bản chuẩn | Black Rose – Phiên bản chuẩn                            | Black Rose – Phiên bản chuẩn                                            | Black Rose – Phiên bản chuẩn                        | Black Rose – Phiên bản chuẩn |
| STT                          | Nhan đề                                                 | Sáng tác                                                                | Sản xuất                                            | Thời lượng                   |
| ---------------------------- | ------------------------------------------------------- | ----------------------------------------------------------------------- | --------------------------------------------------- | ---------------------------- |
| 1.                           | "Addict"                                                | Andrew Dixon Davion Farris Tyrese Gibson Marcus Hodge Christopher Perry | Brandon "B.A.M." Alexander Christopher Perry (đồng) | 3:44                         |
| 2.                           | "Dumb Shit" (hợp tác với Snoop Dogg và Black-Ty)        | Calvin Broadus Gibson Hodge                                             | Tyrese Seige Monstracity Marcus Hodge               | 5:05                         |
| 3.                           | "Picture Perfect"                                       | Marsha Ambrosius Farris Gibson Eric Hudson                              | Rockwilder Eric Hudson                              | 3:58                         |
| 4.                           | "Waiting on You"                                        | Dixon Gibson Marcus Hodge                                               | Brandon "B.A.M." Alexander                          | 4:06                         |
| 5.                           | "Shame"                                                 | Campbell Gibson Rogers Jr. Sam Dees Ron Kersey                          | Warryn Campbell Tyrese                              | 5:11                         |
| 6.                           | "Don't Wanna Look Back" (hợp tác với Chrisette Michele) | Kenyon Dixon Gibson Marcus Hodge                                        | Brandon "B.A.M." Alexander                          | 4:37                         |
| 7.                           | "Prior to You" (họp tác với Tank)                       | Gibson Hodge                                                            | Brandon "B.A.M." Alexander Marcus Hodge (đồng)      | 4:04                         |
| 8.                           | "Leave"                                                 | Farris Gibson Marcus Hodge                                              | Brandon "B.A.M." Alexander                          | 5:22                         |
| 9.                           | "Without My Heart"                                      | Farris Gibson Hodge                                                     | Brandon "B.A.M." Alexander Davion Farris (đồng)     | 3:52                         |
| 10.                          | "When We Make Love"                                     | Ambrosius Farris Gibson Hudson                                          | Eric Hudson Tyrese (đồng)                           | 4:22                         |
| 11.                          | "Gonna Give You What You Need"                          | Tim Kelley Dixon Farris Gibson                                          | Tim Kelley                                          | 4:08                         |
| 12.                          | "Body Language"                                         | Farris Gibson Hodge                                                     | Brandon "B.A.M." Alexander                          | 4:58                         |
| 13.                          | "The Rest of Our Lives" (hợp tác với Brandy)            | Hodge Gibson                                                            | Brandon "B.A.M." Alexander                          | 4:07                         |
| 14.                          | "I Still Do"                                            | Gibson Hodge                                                            | Brandon "B.A.M." Alexander                          | 4:07                         |
| Tổng thời lượng:             | Tổng thời lượng:                                        | Tổng thời lượng:                                                        | Tổng thời lượng:                                    | 61:48                        |

## Những người thực hiện
Phần này chép từ ghi chú trên bìa album.
- Tyrese Gibson - nghệ sĩ chính, viết nhạc, điều hành sản xuất, A&R, chỉ đạo nghệ thuật, thiết kế
- Isabella Castro - đồng điều hành sản xuất
- Harvey Mason, Jr. - sản xuất giọng hát
- Andrew Hey - kĩ sư thu âm
- Richard Furch - phối nhạc
- Dave Kutch - master
- Robert Zuckeman, Ian Spainer - nhiếp ảnh
- Randall Leddy - chỉ đạo nghệ thuật, thiết kế

## Xếp hạng

### Xếp hạng tuần
| Bảng xếp hạng (2015)                     | Vị trí cao nhất |
| ---------------------------------------- | --------------- |
| Album Bỉ (Ultratop Vlaanderen)           | 186             |
| Album Hà Lan (Album Top 100)             | 73              |
| Album Anh Quốc R&B (OCC)                 | 8               |
| Album Hoa Kỳ Billboard 200               | 1               |
| Album Hoa Kỳ Top R&B/Hip-Hop (Billboard) | 1               |